# Acantholycosa dudkorum
Acantholycosa dudkorum là một loài nhện trong họ Lycosidae.
Loài này thuộc chi Acantholycosa. Acantholycosa dudkorum được Yuri M. Marusik, Azarkina & Koponen miêu tả năm 2004.